# Grady Tate
Grady Bernard Tate (* 14. Januar 1932 in Durham, North Carolina; † 8. Oktober 2017 in New York City) war ein US-amerikanischer Jazzsänger und -schlagzeuger.

## Leben und Wirken
Tate sang seit seinem vierten Lebensjahr und beeindruckte als Knabe bei einigen Konzerten, gab aber den Gesang mit dem Stimmbruch zunächst auf. Er wendete sich dem Schlagzeug zu, das er als Autodidakt erlernte. Während seiner Militärzeit von 1951 bis 1955 nahm er die Gesangskarriere wieder auf, erlernte aber auch die Grundlagen des Jazzschlagzeugs. Von 1955 bis 1959 studierte er an der North Carolina Central University englische Literatur und Psychologie. Er gab Englisch- und Sprechunterricht in Washington, D.C., wo er auch mit Wild Bill Davis spielte, und studierte ab 1963 an der American Academy of Dramatic Arts in New York City. Er begleitete als Schlagzeuger Sängerinnen wie Peggy Lee. Norman Granz und Creed Taylor griffen in ihren Produktionen gerne auf Tate als Schlagzeuger zurück. Er nahm mit Quincy Jones, Jimmy Smith, Lionel Hampton, Stan Getz, Pearl Bailey, Tony Bennett, Ella Fitzgerald, Aretha Franklin, Lena Horne, Della Reese, Sarah Vaughan, Michel Legrand, Lalo Schifrin, Duke Ellington, Count Basie, Wes Montgomery, Bill Evans, Oscar Peterson, Charles Aznavour und André Previn auf. Gary McFarland förderte Tate als Sänger und nahm seit 1968 mehrere Alben mit ihm auf.
Tate gehört neben Billy Higgins, Steve Gadd und Peter Erskine zu den meistaufgenommenen Schlagzeugern. Die Zahl der LPs oder CDs, an denen er mitgewirkt hat, dürfte bei fast 700 liegen. Weil er überwiegend als Studiomusiker gearbeitet hat, wurde er keiner größeren Öffentlichkeit bekannt. Einen größeren Auftritt bestritt er am 19. September 1981 als Schlagzeuger für Simon & Garfunkel auf ihrem Concert in Central Park. Er genießt bei seinen Kollegen, zum Beispiel bei Peter Erskine, höchstes Ansehen. Für Kenner des Schlagzeugspiels ist er sogleich an seiner Arbeit auf der Snare Drum identifizierbar.
1973 und 1979 wurde der Bariton als Best Male Pop Vocalist für den Grammy nominiert. Seit 1989 unterrichtete er an der Howard University.
Tate starb im Oktober 2017 im Alter von 85 Jahren in Manhattan, New York.

## Alben unter eigenem Namen (als Sänger)
- Windmills of My Mind 1968
- Feeling Life 1969
- After The Long Drive Home 1969
- She Is My Lady 1972
- Movin' Day 1974
- By Special Request 1974
- Master Grady Tate 1977
- TNT 1991
- Feeling Free 1999 (Pow Wow Records)
- All Love 2002
- From the Heart: Songs Sung Live at the Blue Note 2006

## Alben alsSideman(Auswahl)
- 1962: Wild Bill Davis: One More Time
- 1964: Jimmy Smith: The Cat
- 1964: Wes Montgomery: Movin' Wes
- 1964: Kenny Burrell: Guitar Forms
- 1964: Oliver Nelson: More Blues and the Abstract Truth
- 1965: Stanley Turrentine: Joyride
- 1965: Gábor Szabó: Gypsy '66
- 1966: Lou Donaldson: At His Best (Cadet)
- 1966: Jimmy Smith/Wes Montgomery: The Dynamic Duo
- 1966: Shirley Scott: Roll 'em
- 1967: Duke Pearson: The Right Touch
- 1967: Jerome Richardson: Groove Merchant
- 1967: Stan Getz: Sweet Rain
- 1967: Rahsaan Roland Kirk: Now Please Don’t You Cry, Beautiful Edith
- 1973: Michel Legrand: Recorded Live at Jimmy’s
- 1973: Roberta Flack: Killing Me Softly
- 1975: Zoot Sims: Zoot Sims and the Gershwin Brothers
- 1976: Peter Herbolzheimer: Jazz Gala
- 1976: Jiggs Whigham Hope (mit Ferdinand Povel, Rob Franken, Niels-Henning Ørsted Pedersen)
- 1978: Ray Bryant: All Blues
- 1978: New York Jazz Quartet: Blues For Sarka
- 1978: Oscar Peterson: The Silent Partner
- 1982: Simon & Garfunkel: The Concert in Central Park
- 1985: Ray Brown: Don’t Forget the Blues
- 1985: The Manhattan Transfer: Vocalese
- 1991: Miles Davis: Miles & Quincy Live at Montreux
- 1992: Lalo Schifrin: Jazz Meets the Symphony
- 1997: Dee Dee Bridgewater: Dear Ella
- 2001^: Richard Wyands: As Long as There’s Music

## Lexigraphische Einträge
- Richard Cook: Richard Cook’s Jazz Encyclopedia. Penguin, London 2007, ISBN 978-0-14-102646-6.